# (8920) 1996 VZ29
A (8920) 1996 VZ29 a Naprendszer kisbolygóövében található aszteroida. Ueda Szeidzsi és Kaneda Hirosi fedezte fel 1996. november 7-én.